# Nicolas Dougall
Nicolas Dougall (Hertfordshire, 21 novembre 1992) è un ex ciclista su strada sudafricano, professionista dal 2014 al 2018.
Nel 2019 ha lasciato il ciclismo professionistico per dedicarsi al triathlon.

## Palmarès

### Altri successi
- 2011 (dilettanti)

1ª tappa Tour of Tasmania (Cascade, cronosquadre)

## Piazzamenti

### Grandi Giri
- Vuelta a España

2016: 154º
2017: ritirato (6ª tappa)

### Classiche monumento
- Giro delle Fiandre

2016: ritirato
2017: ritirato
2018: 96º
- Parigi-Roubaix

2016: ritirato
2017: ritirato
2018: ritirato

### Competizioni mondiali
- Campionati del mondo su strada

Doha 2016 - In linea Elite: 18º